# Rosine Delamare
Rosine Delamare (* 11. Juni 1911 in Colombes, Hauts-de-Seine; † 17. März 2013 in Paris; eigentlich Denise Rosemonde Delamare) war eine französische Kostümbildnerin.

## Leben
Rosine Delamare kam 1911 als Tochter des Autors Georges Léopold Delamare und von Beatrix Bienêtre in Colombes unweit von Paris zur Welt. Während sich ihre Schwester Lise Delamare für die Schauspielerei entschied, war Rosine Delamare ab Ende der 1930er Jahre als Kostümbildnerin beim Film tätig. In den 1940er Jahren arbeitete sie mehrfach mit Regisseur André Cayatte zusammen, wie etwa bei der Shakespeare-Adaption Die Liebenden von Verona (1949) mit Serge Reggiani und Anouk Aimée in den Hauptrollen. Es folgten weitere starbesetzte Produktionen, an denen sie als Kostümdesignerin beteiligt war, wie René Clairs Die Schönen der Nacht (1952) mit Gérard Philipe und Max Ophüls’ Madame de … (1953) mit Charles Boyer und Danielle Darrieux. Für Ophüls’ aufwändige Literaturverfilmung wurde Delamare zusammen mit Georges Annenkov in der Kategorie Bestes Kostümdesign für den Oscar nominiert, den am Ende jedoch Edith Head für Sabrina gewann.

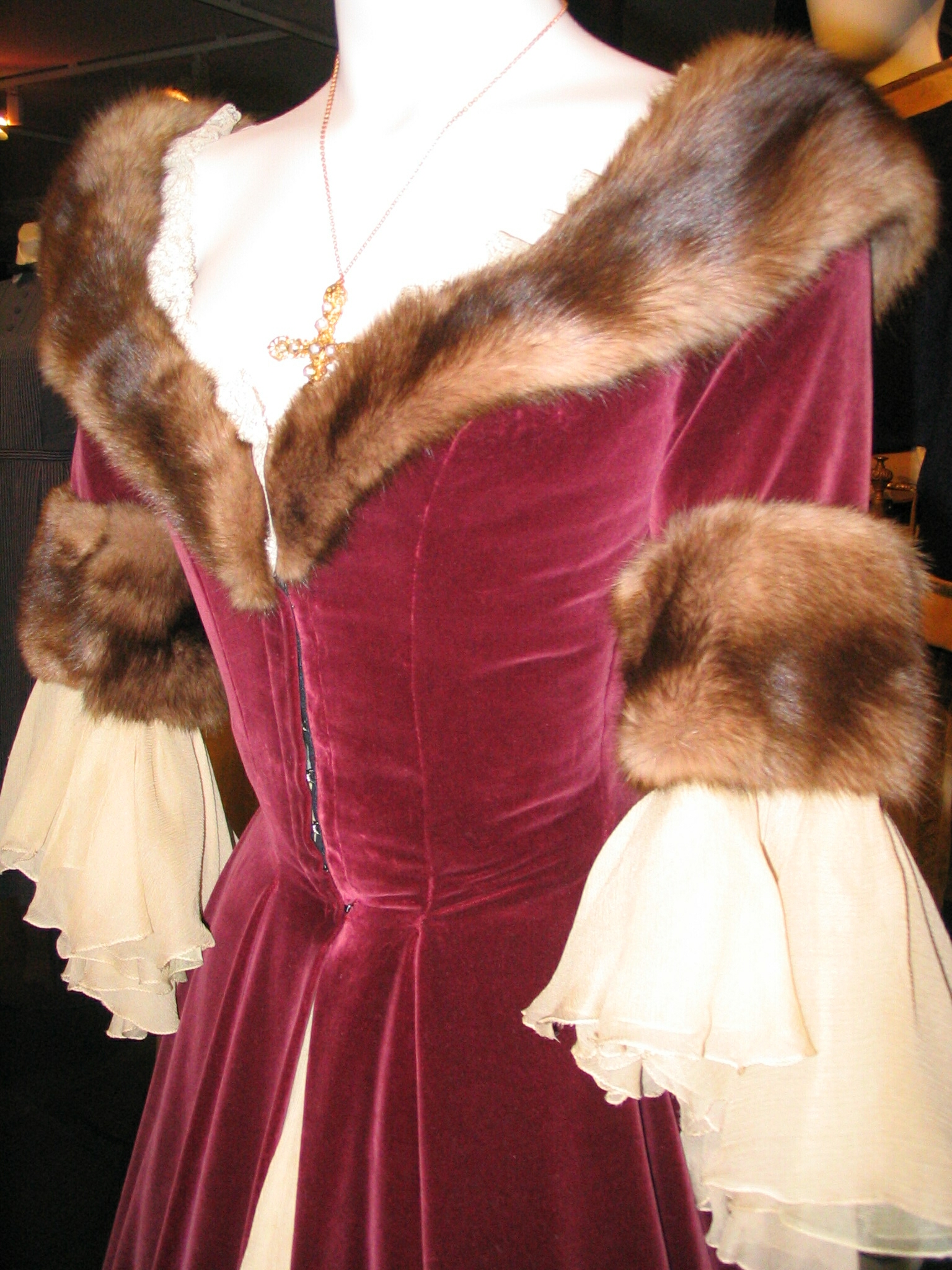
Von Delamare entworfener Morgenmantel für Romy Schneider, in Katja, die ungekrönte Kaiserin (1959)

Im Laufe der Jahre kleidete Delamare vor allem die Stars des europäischen Kinos ein, darunter Jean Gabin, Jean Marais, Jeanne Moreau, Romy Schneider, Brigitte Bardot und Claudia Cardinale. In den 1960er Jahren schuf sie zudem die Kostüme von allen fünf Teilen der ursprünglichen Angélique-Filmreihe mit Michèle Mercier in der Titelrolle. Auch für Filme von namhaften Regisseuren wie Christian-Jaque, Julien Duvivier, Jean Renoir und Robert Siodmak entwarf sie die Kostüme. International kam sie wiederum bei John Hustons Abenteuerfilm Die Wurzeln des Himmels (1958) und Fred Zinnemanns Thriller Der Schakal (1973) zum Einsatz.
Auch am Theater, so etwa am Théâtre de la Renaissance und an der Comédie-Française, trat Delamare vielfach als Kostümbildnerin in Erscheinung. Zu ihren Theaterarbeiten zählen Stücke von Bertolt Brecht, August Strindberg, Eugène Labiche, Georges Feydeau und Molière. Regisseure, unter deren Leitung sie dabei wirkte, waren unter anderem Jean Meyer, Pierre Dux und ab Mitte der 1970er Jahre vor allem Jean-Laurent Cochet.
Für ihren letzten Film, Alain Corneaus in der Sahara spielenden Kriegsfilm Fort Saganne mit Gérard Depardieu und Catherine Deneuve, erhielt Delamare eine Nominierung für den César in der Kategorie Beste Kostüme, unterlag jedoch Yvonne Sassinot de Nesle.
Delamare war mit Maurice Pauliac und Harisson Elliott verheiratet. Beide Ehen endeten in Scheidung.

## Filmografie (Auswahl)
- 1938: Barnabé
- 1942: Der blaue Schleier (Le Voile bleu)
- 1943: Der Graf von Monte Christo (Le Comte de Monte Cristo)
- 1949: Die Liebenden von Verona (Les Amants de Vérone)
- 1949: Der König (Le Roi)
- 1950: Der Kurier des Kaisers (Fusillé à l’aube)
- 1950: Der Vagabund von Paris (Ma pomme)
- 1952: Glocken um Mitternacht (The Green Glove)
- 1952: Der Damenfriseur (Coiffeur pour dames)
- 1952: Agnes Bernauer (Le Jugement de Dieu)
- 1952: Liebenswerte Frauen? (Adorables créatures)
- 1952: Die Schönen der Nacht (Les Belles de nuit)
- 1953: Madame de …
- 1953: Die Kameliendame (La Dame aux camélias)
- 1953: Staatsfeind Nr. 1 (L’Ennemi public n° 1)
- 1954: Der Fall Maurizius (L’Affaire Maurizius)
- 1954: Herz zwischen den Fronten (Les Révoltés de Lomanach)
- 1954: Menschen am Trapez (Obsession)
- 1954: Rot und Schwarz (Le Rouge et le Noir)
- 1954: Bartholomäusnacht (La Reine Margot)
- 1955: Dunkelroter Venusstern (Le Fils de Caroline chérie)
- 1955: French Can Can (French Cancan)
- 1955: Rififi (Du rififi chez les hommes)
- 1955: Die schwarze Akte (Le Dossier noir)
- 1955: Das große Manöver (Les grandes manoeuvres)
- 1956: Weiße Margeriten (Elena et les hommes)
- 1956: Die Abenteuer des Till Ulenspiegel (Les Aventures de Till L’Espiègle)
- 1957: Der Mann im Regenmantel (L’Homme à l’imperméable)
- 1957: Die Mausefalle (Porte des Lilas)
- 1958: Die Wurzeln des Himmels (The Roots of Heaven)
- 1958: Das Spiel war sein Fluch (Le Joueur)
- 1958: Christine
- 1959: Die grüne Stute (La jument verte)
- 1959: Wollen Sie mit mir tanzen? (Voulez-vous danser avec moi?)
- 1959: Katja, die ungekrönte Kaiserin (Katia)
- 1961: Affäre Nina B. (L’Affaire Nina B.)
- 1961: Das Bett des Königs (Vive Henri IV … vive l’amour!)
- 1961: Die drei Musketiere (Les Trois mousquetaires)
- 1961: Aladins Abenteuer (Le meraviglie di Aladino)
- 1961: Der Graf von Monte Christo (Le Comte de Monte-Cristo)
- 1962: Cartouche, der Bandit (Cartouche)
- 1962: Der scharlachrote Musketier (Le Chevalier de Pardaillan)
- 1964: Angélique (Angélique, marquise des anges)
- 1965: Angélique, 2. Teil (Merveilleuse Angélique)
- 1966: Angélique und der König (Angélique et le roy)
- 1966: Die Nacht der Generale (The Night of the Generals)
- 1967: Die 25. Stunde (La Vingt-cinquième heure)
- 1967: Die Dirne und der Narr (Un idiot à Paris)
- 1967: Unbezähmbare Angélique (Indomptable Angélique)
- 1968: Angélique und der Sultan (Angélique et le sultan)
- 1968: Lady Hamilton – Zwischen Schmach und Liebe
- 1969: Friedhof ohne Kreuze (Une corde, un colt …)
- 1969: Die Irre von Chaillot (The Madwoman of Chaillot)
- 1970: Der aus dem Regen kam (Le Passager de la pluie)
- 1970: Hello – Goodbye
- 1971: Petroleum-Miezen (Les Pétroleuses)
- 1972: Das Pariser Appartment (A Time for Loving)
- 1972: Wie bitte werde ich ein Held? (À la guerre comme à la guerre)
- 1973: Der Schakal (The Day of the Jackal)
- 1975: Schöne Küsse aus Fernost (Bons baisers de Hong-Kong)
- 1976: Die getreue Frau (Une femme fidèle)
- 1977: Gloria – Liebe meines Lebens (Gloria)
- 1979: Ich liebe dich – I Love You – Je t’aime (A Little Romance)
- 1980: Louis, der Geizkragen (L’Avare)
- 1981: Einzigartige Chanel (Chanel Solitaire)
- 1983: Das anonyme Bekenntnis (Benvenuta)
- 1984: Fort Saganne

## Theater (Auswahl)
- 1948: La Celestina von Fernando de Rojas – Regie Jean Meyer, mit Joëlle Bernard und Catherine Arley, Théâtre de la Renaissance
- 1951: Le Sabre de mon père von Roger Vitrac – Regie Pierre Dux, mit Sophie Desmarets und Pierre Dux, Théâtre de Paris
- 1955: Les Amants novices von Jean Bernard-Luc – Regie Jean Mercure, mit Dany Robin und Claude Rich, Théâtre Montparnasse
- 1972: Victor oder Die Kinder an der Macht (Victor ou les Enfants au pouvoir) von Roger Vitrac – Regie Jean-Pierre Laruy, mit Jean-Pierre Laruy und Monica Boucheix, Grand Théâtre de Limoges
- 1973: Mutter Courage und ihre Kinder von Bertolt Brecht – Regie Jean-Pierre Laruy, mit Mary Marquet und Lucien Barjon
- 1974: Fräulein Julie (Fröken Julie) von August Strindberg – Regie Hassan Geretly, mit Guy Perrot und Anny Perrot, Petit Théâtre de la Visitation
- 1976: Doit-on le dire? von Eugène Labiche – Regie Jean-Laurent Cochet, mit Claude Giraud und Jacques Sereys, Comédie-Française
- 1978: Le Renard et la Grenouille von Sacha Guitry – Regie Jean-Laurent Cochet, mit Bernard Dheran und Catherine Salviat, Comédie-Française
- 1979: Der Floh im Ohr (La Puce à l’oreille) von Georges Feydeau – Regie Jean-Laurent Cochet, mit Paule Noëlle und Michel Aumont, Comédie-Française
- 1981: Chéri (nach dem gleichnamigen Roman von Colette) – Regie Jean-Laurent Cochet, mit Michèle Morgan und Jean-Pierre Bouvier, Théâtre des Variétés
- 1982: Der Menschenfeind (Le Misanthrope) von Molière – Regie Jean-Laurent Cochet, Grand Théâtre de Bordeaux

## Auszeichnungen
- 1955: Nominierung für den Oscar in der Kategorie Bestes Kostümdesign zusammen mit Georges Annenkov für Madame de …
- 1985: Nominierung für den César in der Kategorie Beste Kostüme zusammen mit Corinne Jorry für Fort Saganne